# Cissus anemonifolia
Cissus anemonifolia là một loài thực vật hai lá mầm trong họ Nho. Loài này được Zipp. ex Miq. miêu tả khoa học đầu tiên năm 1863.